# Artur i Minimki (serial animowany)
Artur i Minimki (fr. Arthur et les Minimoys) – francuski serial animowany emitowany w latach 2016-2017. Serial zrealizowany został na podstawie kinowego filmu animowanego Artur i Minimki stworzonego przez Luca Bessona na podstawie książki dla dzieci swojego autorstwa
Serial w Polsce emitowany od 31 sierpnia 2019 roku na antenie TVP ABC.

## Fabuła
Dziesięcioletni Artur spędza wakacje w domu swojej babci. Nie wie, że w jej ogrodzie jest świat niewidoczny dla ludzkiego oka. Świat małych istot - Minimków. Pewnego dnia Artur odkrywa tajne przejście, które pozwala mu wejść do ich świata i sam stać się jednym z nich. Minimki traktują go jak zbawcę, który ma im pomóc w odparciu ataku Maltazara, ich śmiertelnego wroga, którego armia zagraża ich krainie. W ten sposób Artur staje się nieustraszonym bohaterem i wraz ze swoimi przyjaciółmi Selenią i Betameszem poprowadzi małych ludzi do walki z wrogami.

## Dubbing francuski
- Antoine Fonck - Artur
- Émilie Rault - księżniczka Selenia
- Dorothée Pousséo - Betamesz
- Philippe Spiteri - Maltazar
- Adrien Antoine
- Barbara Tissier
- Christian Desmet
- Christophe Lemoine